# Kalcerrytus
Kalcerrytus  (лат.) — род аранеоморфных пауков из подсемейства Aelurillinae в семействе пауков-скакунов (Salticidae). Все виды данного рода распространены в Южной Америке.

## Виды
- Kalcerrytus amapari Galiano, 2000 — Бразилия
- Kalcerrytus carvalhoi (Bauab & Soares, 1978) — Бразилия
- Kalcerrytus chimore Galiano, 2000 — Боливия
- Kalcerrytus edwardsi Ruiz & Brescovit, 2003 — Бразилия
- Kalcerrytus excultus (Simon, 1902) — Бразилия
- Kalcerrytus falcatus Ruiz & Brescovit, 2003 — Бразилия
- Kalcerrytus kikkri Galiano, 2000 — Французская Гвинея
- Kalcerrytus leucodon (Taczanowski, 1878) — Эквадор
- Kalcerrytus limoncocha Galiano, 2000 — Эквадор
- Kalcerrytus mberuguarus Ruiz & Brescovit, 2003 — Бразилия
- Kalcerrytus merretti Galiano, 2000 — Бразилия typus
- Kalcerrytus nauticus Galiano, 2000 — Бразилия
- Kalcerrytus odontophorus Ruiz & Brescovit, 2003 — Бразилия
- Kalcerrytus rosamariae Ruiz & Brescovit, 2003 — Бразилия
- Kalcerrytus salsicha Ruiz & Brescovit, 2003 — Бразилия